# Tiarko Richepin
Pour les articles homonymes, voir Richepin.
Tiarko Richepin né le 9 mars 1884 à Paris 17e et mort au Kremlin-Bicêtre le 12 octobre 1973, est un compositeur français.

## Biographie
Fils cadet du poète Jean Richepin et frère de l’écrivain Jacques Richepin, il débute dans l’opérette en 1909 avec Sacha Guitry, pour Tell père, Tell fils. L’année précédente, le 10 décembre 1908, à Paris 16e, il a épousé Maria Amélia Sauze-Luro(1887-1943), une jeune harpiste argentine de talent,. Ils ont un fils, Tristan Richepin (1909-1996), qui deviendra membre du trio Les Benjamins,, chansonnier, parolier et acteur ; mais les deux époux ne s’entendent pas et se séparent.
En 1914, il connait le succès à l’Opéra-Comique avec La Petite Marchande d’allumettes, conte lyrique en trois actes,, dont le livret est dû à Rosemonde Gérard et Maurice Rostand. Mobilisé comme officier de réserve pendant la Première Guerre mondiale, il est sérieusement blessé dans l’infanterie en janvier 1915. Passé ensuite dans l’aviation, il y sert comme pilote de chasse et de reconnaissance au sein de l’armée d’Orient. Il est décoré de la Légion d’honneur à titre militaire en 1919.
En 1915, lorsqu’Edmond Rostand quitte sa femme, Rosemonde Gérard (pour l’actrice Mary Marquet) celle-ci, de 18 ans son aînée, entame une liaison avec celui qu’elle surnomme « son Beethoven ».
En 1919, il s’associe avec Albert Willemetz pour Rapatipatoum, dont la supériorité de la musique sur le livret est signalée, et qui connaî le succès au théâtre Édouard VII. En 1927, il récidive avec Venise, initialement conçu pour l’Opéra-Comique mais créé au Théâtre Marigny, et dont la presse se fait l’écho du succès. En 1932, avec La Tulipe noire au théâtre de la Gaîté Lyrique, dans un style musicalement relevé, qui cependant satisfait aux exigences du genre à la mode, l’« opérette à grand spectacle ».
Il produit sa seule comédie musicale, Le Renard chez les poules, en 1929. Le 15 octobre 1934, il se remarie, à Paris 17e, avec Madeleine Antoinette Marie Boyard (1898-1962),.
Entre 1935 et 1939, il écrit quelques musiques de films. Il s’associe avec Henri Christiné à l’occasion de Yana (1937), au théâtre du Châtelet. Un grand succès accueille l’ouvrage, qui tient de l’opérette à grand spectacle (obligatoire dans ce théâtre qui en a forgé la forme) et de l’opérette d’actualité (le scénario est tricoté autour de la recherche du panchen-lama, alors réellement recherché, depuis la mort, l’année précédente, du dalaï-lama en titre).
En 1941, il compose sa dernière œuvre, qui est une des rares jouées pendant la guerre. Représentée pour la première fois, le 4 octobre 1941 à la Gaîté Lyrique, L’Auberge qui chante a pour tête d’affiche le chanteur vedette des années sombres, André Dassary dont ce fut le premier grand rôle. L’opérette est reprise au printemps 1944 avec Odette Novara dans le rôle de la femme de l’aubergiste. L’œuvre répond en tous points au « nouveau style » imposé par le régime de Vichy (par son sujet et son traitement) et sent sa « Révolution nationale ». Sans doute un élément qui, s’ajoutant à l’indigence du livret, empêcha ensuite les théâtres de remettre cet ouvrage au répertoire.

## Compositions
Musiques de scènes et d’opérettes
- 1907 :  La Marjolaine, pièce en 5 actes, musique de scène de Tiarko Richepin (Porte-Saint-Martin).
- 1909 :  Tell père, Tell fils, opéra-bouffe en 1 acte, livret de Sacha Guitry, musique de Tiarko Richepin (Théâtre Mévisto).
- 1913 :  Le Minaret, comédie en 3 actes de Jacques Richepin, musique de scène de Tiarko Richepin (Théâtre de la Renaissance).
- 1914 : La Petite Marchande d’allumettes, conte lyrique en 3 actes, livret de Rosemonde Gérard et de Maurice Rostand, musique de Tiarko Richepin (Opéra-Comique).
- 1919 : Rapatipatoum, pièce éditée en 1920 par Ricordi comme « conte musical en 3 actes » sous le titre Le Joli Joker, et sans doute remaniée pour l’occasion (théâtre Edouard VII).
- 1919 : Tell père, Tell fils, version orchestrale au théâtre de La Monnaie.
- 1927 : Venise, opérette en 3 actes et 4 tableaux, livret d’André Mouëzy-Éon, lyrics d’Albert Willemetz, musique de Tiarko Richepin (Théâtre Marigny).
- 1929 : Le Renard chez les poules, opérette en 3 actes, livret d’André Mouëzy-Éon et Alfred Machard, mMusique de Tiarko Richepin (Théâtre Michel).
- 1932 : La Tulipe noire, opérette en 3 actes, livret d’André Mouëzy-Éon, lyrics d’Albert Willemetz, musique de Tiarko Richepin (Gaîté-Lyrique).
- 1934 : Au temps des merveilleuses, opérette en 2 actes, livret d’André Mouëzy-Éon et Albert Willemetz, musique d’Henri Christiné et Tiarko Richepin (Théâtre du Châtelet).
- 1927 : Yana, opérette en 2 actes, livret d’André Mouëzy-Éon, Albert Willemetz et Henri Wernert (d), musique d’Henri Christiné et Tiarko Richepin (Théâtre du Châtelet).
- 1941 : L’Auberge qui chante, opérette en 3 actes, livret de Georges Hirsch et André de Badet, musique de Tiarko Richepin (Gaîté-Lyrique).
- 1948 : Chants de la vie et du rêve, poésies d’Hermin Dubus) en 3 féeries musicales : Par les routes charmées, Sous les toits aimés, La Fleur merveilleuse.

Il a aussi composé la musique de poèmes de Rosemonde Gérard.
Musiques de chansons
- Compositeur de chansons pour Jeanne Aubert
  - Lettre de rupture (paroles de Rosemonde Gérald)
  - Mon cœur c’est toute ma fortune (paroles de Astor)
  - Qu’as-tu fais de ma vie (paroles de Astor)
  - Il n’y a qu’un Paris (paroles de Battaille-Henri)
  - Mieux que personne (paroles & musique)
  - La vie commence avec l’amour (paroles de Lelièvre)
- Compositeur de chansons pour Damia
  - Celui qui s'en va (paroles de Charles Richter (Charles Kiesgen de Richter))

Musiques de films

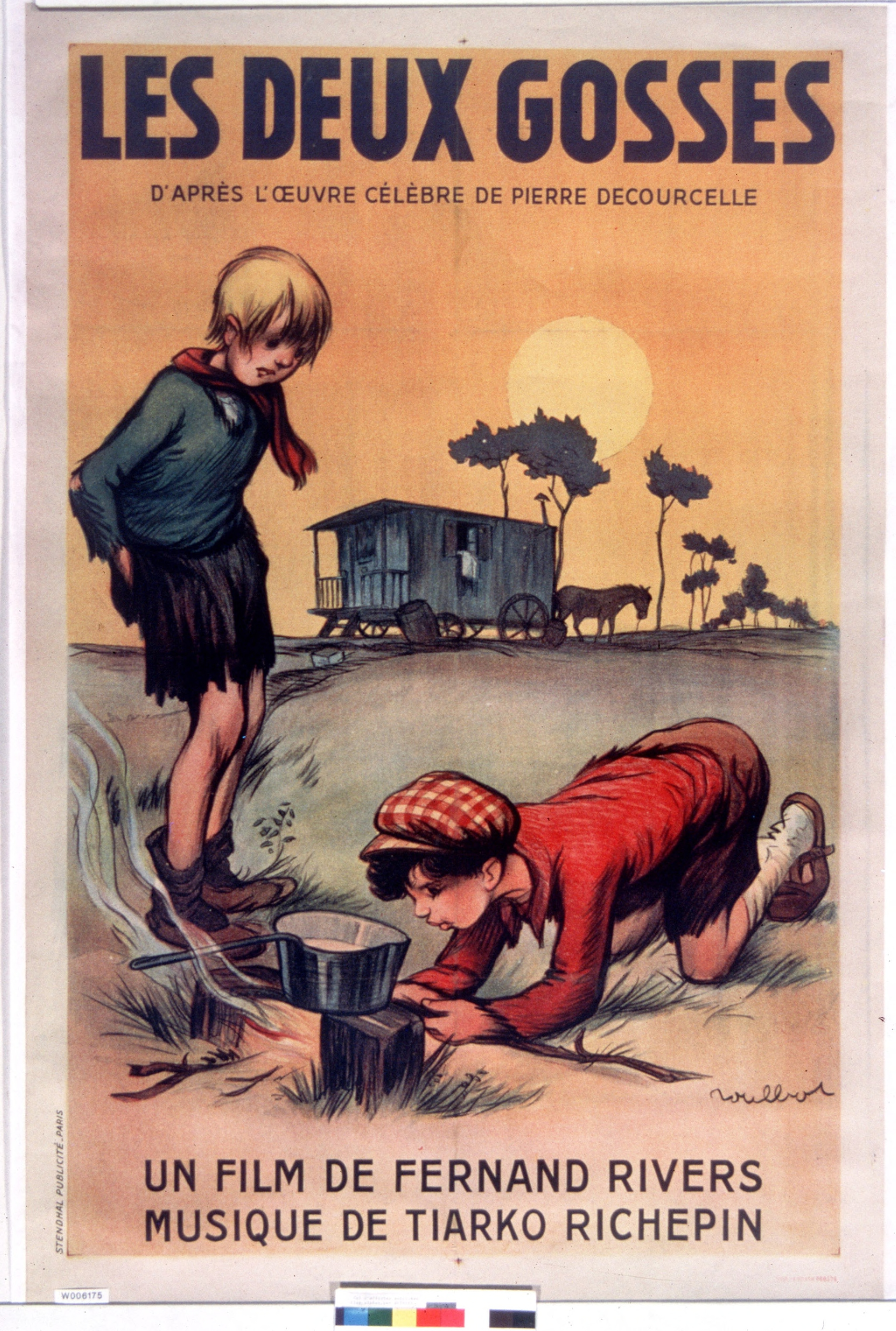
Affiche des Deux gosses.

- 1932 : Violettes impériales d’Henry Roussell, avec Georges Péclet
- 1935 : Le Chemineau de Fernand Rivers, avec Victor Francen
- 1936 : Les Deux Gosses de Fernand Rivers, avec Germaine Rouer
- 1937 : Jacques Daniel-Norman, avec Reda Caire (seulement les lyrics), « Si tu reviens (Tiarko Richepin) », sur Bibliothèques spécialisées de la Ville de Paris (consulté le 10 février 2022).
- 1938 : Le Ruisseau de Maurice Lehmann et Claude Autant-Lara, avec Michel Simon
- 1941 : L’Embuscade de Fernand Rivers, avec Georges Rollin
- 1951 : L'Agonie des aigles de Jean Alden-Delos, avec Roger Pigaut
- 2000 : Le Barbier, court métrage de Jon J. Carnoy, avec Ticky Holgado (seulement les lyrics)